# Moncef Ouichaoui
Moncef Ouichaoui est un footballeur international algérien né le 5 avril 1977 à Annaba. Il évoluait au poste attaquant
Il compte une sélection en équipe nationale en 2000.

## Palmarès
- Champion d'Algérie en 2003 avec l'USM Alger.
- Vice-champion d'Algérie en 2001 et 2004 avec l'USM Alger.
- Vainqueur de la Coupe d'Algérie en 2001, 2003 et 2004 avec l'USM Alger.
- Accession en Ligue 1 en 1998 avec l'USM Annaba.
- Accession en Ligue 1 en 2007 avec l'AS Khroub.
- Vainqueur de la Coupe de consolations en 1998 avec l'USM Annaba.

### Distinction personnelle
- Meilleur buteur du championnat d'Algérie en 2003 avec 18 buts.